# L'Art (revue illustrée)
L'Art est une revue illustrée française fondée en 1875 par Eugène Véron et disparue en 1907. Consacrée dès l'origine à l'histoire de l'art ancienne et moderne, elle contenait de nombreuses gravures originales.
À partir de novembre 1881, elle dispose d'un supplément, dénommé Courrier de l'art, dont le contenu est une chronique hebdomadaire des ateliers, des musées, des expositions et des ventes publiques.

## Histoire du support
L'Art, revue hebdomadaire illustrée est publiée pour la première fois à Paris le 3 janvier 1875 sous la direction d'Eugène Véron, en association avec la Librairie de l'Art, située 3 rue de la Chaussée d'Antin, un établissement dirigé par Hippolyte Heymann, nommé gérant du périodique.
De grand format, soit 43,5 x 23,5 cm, imprimée sur un papier épais par la maison Jules Clays (1806-1886), elle est aussi d'un prix élevé, à savoir 200 francs pour un abonnement à l'année, ce qui représente tout de même pour l'époque près de 4 francs par exemplaire (un quotidien coûtait 5 centimes en moyenne). Véron, militant républicain laïque, essayiste féru d'histoire de l'art et sociale, veut cibler ici un lectorat de bourgeois cultivés et éclairés. Sa revue est abondamment illustrée de gravures de toutes sortes : d'abord des traductions de tableaux et motifs anciens, qu'il commande à une dizaine de dessinateurs et graveurs d'interprétation comme Léon Gaucherel et Auguste-Hilaire Léveillé, auteurs du motif principal de la revue, conçu d'après le Moïse de Michel-Ange ; on y trouve aussi des gravures originales, essentiellement de l'eau forte, technique que Véron semble apprécier, et que la revue offre en prime à ses abonnés sous forme de tirés à part. C'est pourquoi il convoque également Chauvel et Jacquemart, deux aquafortistes réputés. Edmond Ramus fut également un important graveur contributeur.
Sur le plan rédactionnel, le prospectus de la revue promet la collaboration de pas moins d'une soixantaine de critiques d'art et d'historiens, de Philippe Burty à Charles Yriarte. Au niveau du contenu, la revue traite aussi bien des antiquités, des peintres de la Renaissance au XVIIIe siècle, que des modernes. Ce regard éclectique est typique de Véron qui offrira avec son essai phare L'Esthétique (1878) une approche historiographique de l'art, éloignée des hiérarchies habituelles et résolument pédagogique.
Véron crée également une rubrique « Art Dramatique » qu'il confie à Arthur Heulhard de 1882 à 1889.
Trois fois par an, le lecteur se voit proposer un volume réunissant les livraisons hebdomadaires parues les quatre derniers mois.
La revue va, au fil des mois, s'associer à différents partenaires éditoriaux, puis passer à un rythme bimensuel : la structure portante, la Librairie de l'Art, négocie des contrats de co-édition avec Charles Delagrave (1875), l'éditeur et politicien Arthur Ballue (1876-1879), puis Jules Rouam (1880-1887). Elle possède durant cette période un représentant à Londres : d'abord Remington & Cie puis Gilbert Wood. Parallèlement, la Librairie de l'Art édite des ouvrages d'art illustrés, pour la plupart des reprises d'articles parus dans la revue mais pas seulement. Trois collections y voient le jour : « La Bibliothèque internationale de l'Art » puis la « Bibliothèque de l'enseignement artistique », et enfin « Les Artistes célèbres », dirigée par Paul Leroi, qui publie à partir de 1886 plus de cinquante monographies illustrées d'artistes. De plus, la Librairie de l'Art s'organise aussi en galerie d'art et propose régulièrement des expositions d'artistes, essentiellement d'œuvres sous la forme d'estampes. Par exemple, en 1876, Auguste André Lançon y expose une suite d'eaux fortes relatives à la Guerre franco-prussienne, et en 1880, l'aquafortiste Théodule Ribot y montra l'ensemble de sa production graphique. 
En novembre 1881, Véron lance un supplément à cette revue, le Courrier de l'art, qui constitue la chronique hebdomadaire des ateliers, des musées, des expositions, des ventes publiques. Il publie désormais dans le Courrier de l'art la rubrique « Art Dramatique » qui sera signée par Arthur Heulhard de 1882 à 1889.
Après la disparition de Véron en 1889, la revue et la librairie-galerie quittent les locaux du 29 cité d'Antin en 1892 pour le 8 boulevard des Capucines. Le support change de présentation en 1894, inaugurant une deuxième série sous la direction du chartiste Émile Molinier, qui travaille au musée du Louvre et est un spécialiste de l'estampe, et Chauvel puis, à partir de décembre, cesse de paraître durant six ans.
Chauvel assurait la direction artistique depuis la mort de Véron. En janvier 1901, il parvient avec le mécène et collectionneur belge Paul Leroi (Léon Gauchez, dit), qui publiait à la Librairie de l'Art depuis 1888, à relancer une troisième série à un rythme cette fois mensuel, sous-titrée « beaux-arts, archéologie, littérature ». Un partenariat de distribution est noué avec deux éditeurs basés à New York, Macmillan & Co. et G. E. Stechert. 

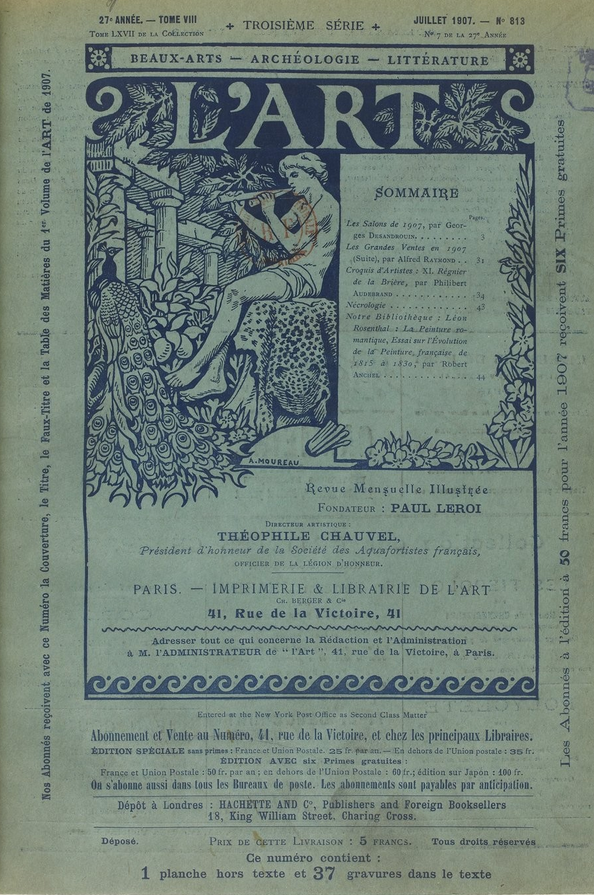
L'Art, couverture de la dernière série, juillet 1907, signée Adrien Moureau.

Le dernier siège social est devenu le 41 rue de la Victoire, qui était depuis longtemps l'adresse de l'imprimerie de l'Art (maison d'édition livres, revues et estampes) : c'est là que Chauvel toujours associé à Paul Leroi, lance la dernière série qui prend fin en juillet 1907, après le 813e numéro et la mort de Paul Leroi.